# Universiteitsorkest Maastricht
Het Universiteitsorkest Maastricht (UOM) is het orkest van de Universiteit Maastricht. Het orkest staat onder leiding van dirigent Raymond Spons.
Leden van het orkest zijn hoofdzakelijk studenten en medewerkers van de Universiteit Maastricht en van de Maastrichtse vestigingen van Hogeschool Zuyd, hoewel het lidmaatschap ook open staat voor andere belangstellenden.
Het orkest werd opgericht in 1978, door een aantal amateurmuzikanten, medewerkers van de Universiteit Maastricht en de harpiste Phia Berghout. Aanvankelijk stond het orkest onder leiding van dirigent Jo Juda. In de jaren erna is het orkest gegroeid van een klein ensemble tot een bijna volledig symfonieorkest.

## Activiteiten
Het Universiteitsorkest Maastricht repeteert wekelijks op maandagavond in de voormalige gymnastiekzaal in de tuin van de Hof van Tilly aan de Grote Gracht (faculteit FASoS).
Per jaar geeft het orkest minstens twee concerten, in mei/juni en in december. De concerten worden gegeven in Maastricht (Sint-Janskerk, Theater aan het Vrijthof, Conservatorium) en in de regio (Valkenburg, Hasselt, Roermond en Aken). Het orkest speelt vaak met solisten (soms ook uit eigen gelederen) en soms met koren. Ook heeft het orkest gespeeld met bijvoorbeeld een popband.